# NGC 48
NGC 48 је спирална галаксија у сазвежђу Андромеда која се налази на NGC листи објеката дубоког неба.
Деклинација објекта је + 48° 14' 6" а ректасцензија 0h 14m 2,1s. Привидна величина (магнитуда) објекта NGC 48 износи 13,9 а фотографска магнитуда 14,7. Налази се на удаљености од 43,600 милиона парсека од Сунца. NGC 48 је још познат и под ознакама UGC 133, MCG 8-1-31, CGCG 549-27, IRAS 00113+4757, PGC 929.